# Aéroport international de Tapachula
L’aéroport international de Tapachula (code IATA : TAP • code OACI : MMTP • code DGAC M. : TAP), en espagnol Aeropuerto Internacional de Tapachula, est un aéroport international situé à Tapachula dans l'État du Chiapas au Mexique. C'est l'aéroport le plus au sud du pays. Il assure le trafic aérien national et international pour la ville de Tapachula, le port de Chiapas et la région de Soconusco. 

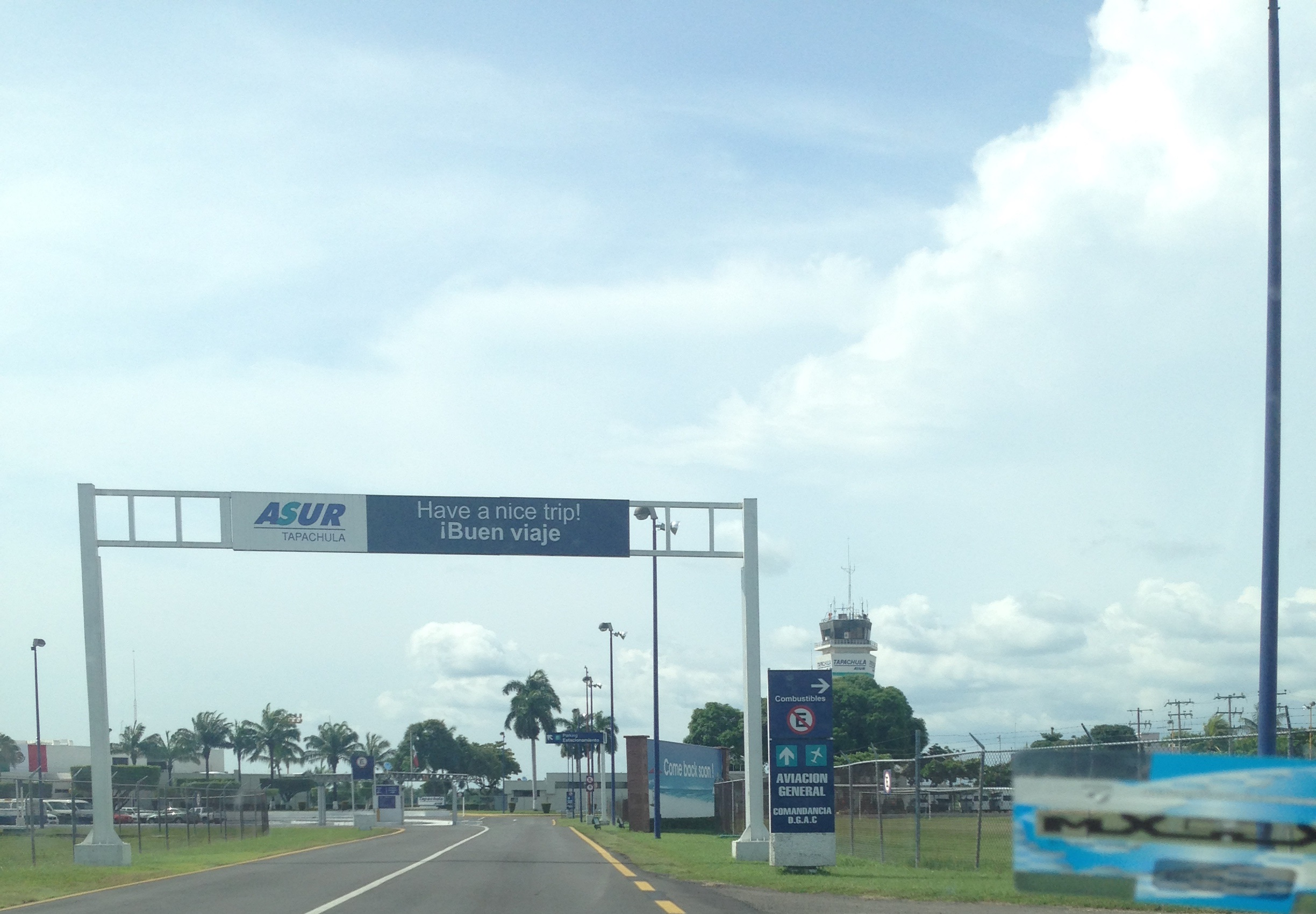
Entrée de l'aéroport.

L'aéroport est exploité par Grupo Aeroportuario del Sureste (ASUR) et propose actuellement des vols commerciaux vers Mexico et Guadalajara. 2018 a été l'année la plus occupée avec 330 619 passagers, soit une augmentation de 13 % par rapport à 2017.

## Situation
| \| 500 km1:6 468 000 \| Acapulco Aguascalientes Huatulco Campeche Cancún Chetumal Chihuahua Ciudad · del Carmen Ciudad Juárez Ciudad · Obregón Ciudad · Victoria Colima Cozumel Culiacán Guanajuato Durango Guadalajara Hermosillo Ixtapa · Zihuatanejo La Paz San José · del Cabo Los Mochis Matamoros Mazatlán Mérida Mexicali Mexico B.J. Mexico F.A. Minatitlán Monterrey Morelia Nuevo · Laredo Oaxaca Playa · de Oro Puebla Puerto · Escondido Puerto · Vallarta Querétaro Reynosa San Luis · Potosí Tampico Tapachula Tepic Tijuana Toluca Torreón Tuxtla Gutiérrez Uruapan Veracruz Villahermosa Zacatecas |
| 500 km1:6 468 000 |

## Compagnies aériennes et destinations
| Compagnies         | Destinations                                                                 |
| ------------------ | ---------------------------------------------------------------------------- |
| Aeroméxico         | en saison : Mexico-B. Juárez                                                 |
| Aeroméxico Connect | Mexico-B. Juárez                                                             |
| Volaris            | Guadalajara-M. Hidalgo y Costilla, Mexico-B. Juárez, Tijuana-A. L. Rodríguez |

## Statistiques
Pour des raisons techniques, il est temporairement impossible d'afficher le graphique qui aurait dû être présenté ici.

Voir la requête brute et les sources sur Wikidata.

## Itinéraires les plus fréquentés
| Rang | Ville                             | Les passagers | Classement | Compagnie aérienne                      |
| ---- | --------------------------------- | ------------- | ---------- | --------------------------------------- |
| 1    | État de Mexico , Mexico           | 166 070       | Stable     | Aeroméxico, Aeroméxico Connect, Volaris |
| 2    | Jalisco , Guadalajara             | 1 513         | 7          | Volaris                                 |
| 3    | Oaxaca , Oaxaca                   | 233           | Stable     |                                         |
| 4    | Tabasco , Villahermosa            | 69            |            |                                         |
| 5    | Puebla , Puebla                   | 60            | 1          |                                         |
| 6    | San Luis Potosí , San Luis Potosí | 53            |            |                                         |
| 7    | Nuevo León , Monterrey            | 37            |            |                                         |
| 8    | Coahuila , Torreón                | 33            |            |                                         |
| 9    | État de Mexico , Toluca           | 21            |            |                                         |

## Voir également
- Liste des aéroports les plus fréquentés au Mexique